# Puygaillard-de-Quercy
Puygaillard-de-Quercy è un comune francese di 347 abitanti situato nel dipartimento del Tarn e Garonna nella regione dell'Occitania.

## Società

### Evoluzione demografica
Abitanti censiti